# Chomczyn
Chomczyn (ukr. Хімчин, Chimczyn) – wieś na Ukrainie, w obwodzie iwanofrankiwskim, w rejonie kosowskim, w hromadzie Rożnów. W 2001 roku liczyła 3245 mieszkańców.